# Кім Дон Вон
Кім Дон Вон (кор. 김동원) — південнокорейський режисер документального кіно. Найбільш відомий своїми документальними фільмами «Репатріація» (2004) та «63 роки потому» (2008).

## Кар'єра
Кім Дон Вон народився у 1955 році в Сеулі, він закінчив університет Соган за спеціальністю «масові комунікації». Пізніше почав працювати асистентом режисера, згодом режисером-документалістом. У 1991 році Кім заснував спілку документального кіно PURN Production, і з тих пір створив  близько тридцяти документальних фільмів.
Його відомий документальний фільм «Репатріація» (2004 р.), розповідає про життя північнокорейських шпигунів які потрапили в полон у Південній Кореї, та показує їх подорож назад на батьківщину після перебування у в'язницях Півдня понад 30 років. Робота над цим фільмом зайняла у нього більше десятиліття, натомість фільм став найуспішнішим документальним фільмом Південної Кореї. Він отримав нагороду за свободу вираження поглядів на кінофестивалі Санденс 2004 року, таким чином «Репатріація» стала першим корейським фільмом яка отримала нагороду цього престижного в США фестивалю. Фільм особливо згадувався на 24-й Премії Корейської Асоціації кінокритиків та отримав спеціальну нагороду від журі на 5-ї Премії пусанських кінокритиків у 2004 році, а також нагороду за найкращій документальний фільм на 19-у Міжнародному кінофестивалі у Фрібурзі у 2005 році.
Його останній документальний фільм «63 роки потому» розповідає історію жінок для комфорту, що були поневолені японськими військовими та утримувалися в борделях для військових по всій Азії під час Другої світової війни. Фільм надає історичне розслідування, в ньому також присутні інтерв'ю з жертвами які ще живуть в Кореї та інших азійських країнах. Фільм став найкращим документальним фільмом на 2-й Азійсько-Тихоокеанській кінопремії у 2008 році.

## Фільмографія

### Як режисер
- Сеул Ісус (1986) (у режисерському відділі)
- Травень Джеймса (короткометражний фільм , 1986 р.)
- Олімпійський санггі-донг (короткометражний фільм , 1988 р.)
- Стоячи на краю смерті (короткометражний фільм, 1990 р.)
- Бог побачив, що це було добре (короткометражний фільм, 1991 р.)
- Люди з Хендандона (короткометражний фільм, 1994 р.)
- Ставши одним стає більшим, ми станемо одним (короткометражний фільм, 1995 р.)
- Люди у потоці медіа (короткометражний фільм , 1995 р.)
- Шість днів боротьби в соборі Мьондон (короткометражний фільм, 1997 р.)
- Інший світ, який ми робимо: Люди з Хендандона 2 (короткометражний фільм, 1999 р.)
- Людина (короткометражний фільм, 2001 р.)
- Родина Takken (короткометражний фільм, 2001 р.)
- «Репатріація»[en] (документальний фільм, 2004 р.)
- Якби ти був мені 2 (сегмент: «Чонно, зима») (2006)
- «63 роки потому»[en]  (документальний фільм, 2008)

### Як сценарист
- Репатріація (документальний фільм, 2004 р.)
- Якби ти був мені 2 (сегмент: «Чонно, зима») (2006)

### Як продюсер
- Люди у потоці медіа (короткометражний фільм , 1995 р.)
- Фіолетова хустка (короткометражний фільм, 1995 р.)

### Як редактор сценаріїв
- Якби ти був мені 2 (сегмент: «Чонно, зима») (2006)
- «63 роки потому»  (документальний фільм, 2008)

## Нагороди
- 2004 р. П'ята Премії пусанських кінокритиків: Спеціальна премія журі (репатріація)
- 2004 р. 24-та Премія Корейської асоціації кінокритиків: спеціальне згадування (репатріація)
- 2014 р. 23-та Кінопремія «Buil»: премія  кіномистецтва Ю Хьон Мока